# Guerting
Guerting (Duits: Gertingen )  is een gemeente in het Franse departement Moselle (regio Grand Est) en telt 856 inwoners (1999). De plaats maakt deel uit van het arrondissement Forbach-Boulay-Moselle.

## Geografie
De oppervlakte van Guerting bedraagt 5,6 km², de bevolkingsdichtheid is 152,9 inwoners per km².
De onderstaande kaart toont de ligging van Guerting met de belangrijkste infrastructuur en aangrenzende gemeenten.

## Demografie
Onderstaande figuur toont het verloop van het inwonertal (bron: INSEE-tellingen).